# مؤسسه پلی‌تکنیک رنسلیر
مؤسسه پلی‌تکنیک رنسلیر (به انگلیسی: Rensselaer Polytechnic Institute) از دانشگاه‌های معتبر آمریکا به حساب می‌آید. این دانشگاه در ایالت نیویورک و در شهر تروی واقع است.

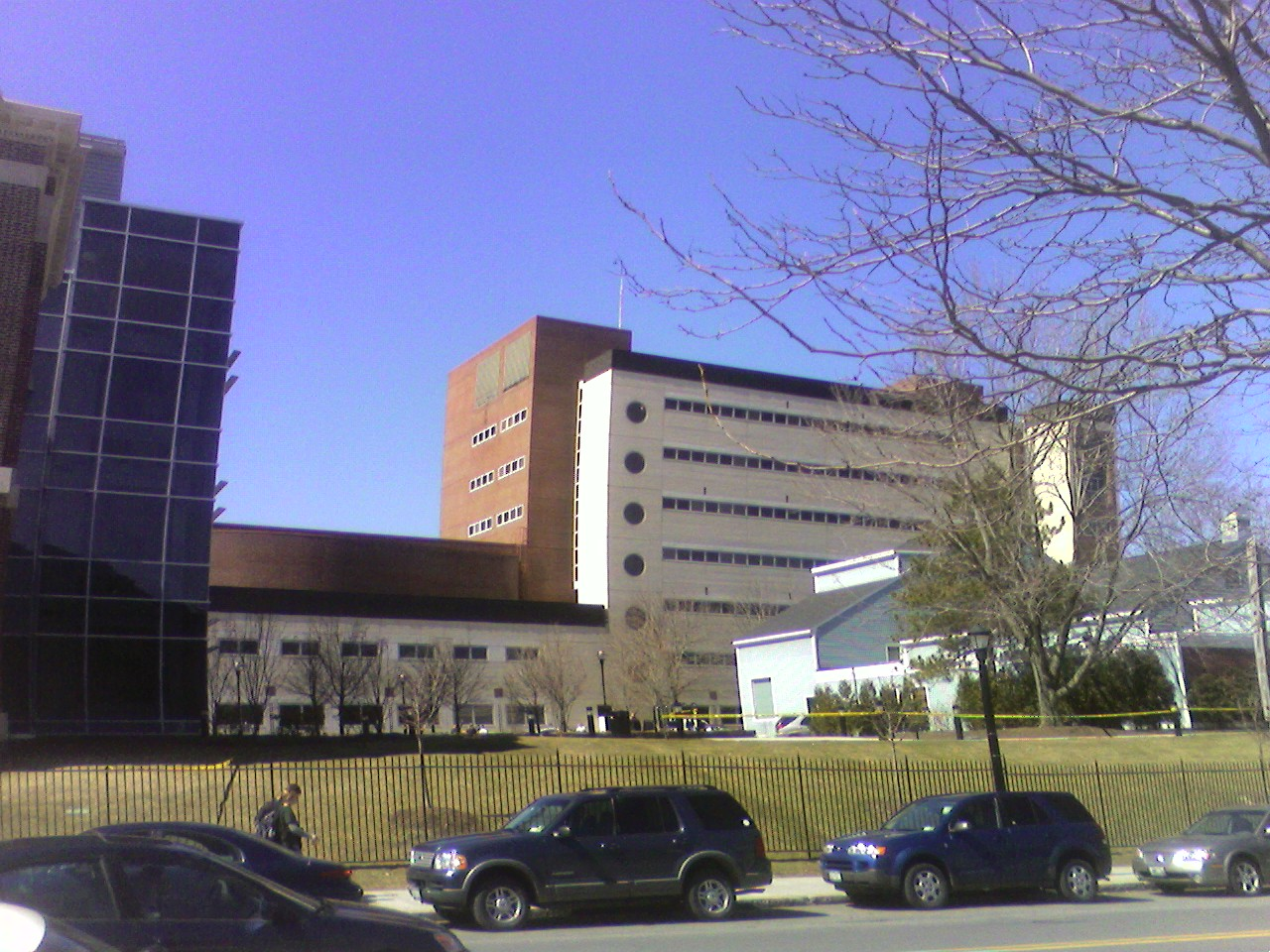
نمای شرقی مؤسسه پلی تکنیک رنسلیر